# Radio Enno
Radio Enno ist ein privater Offener Kanal, der für Nordhausen und Umgebung ein Hörfunkprogramm produziert.

## Trägerverein
Zum Trägerverein, der für die Landesmedienanstalt einen öffentlich-rechtlichen Auftrag erfüllt, gehören u. a. Kultur- und Bildungseinrichtungen, Sozialvereine, Medien und Privatpersonen. Vorsitzender des Trägervereins ist Mario Ruß.
Der gemeinnützige Verein soll gemäß Satzung zu eigenwirtschaftlichen Zwecken die Infrastruktur zum Betrieb eines offenen Kanals bereithalten und „den Nutzern durch einen offenen und diskriminierungsfreien Zugang zur Verfügung … stellen.“ Er soll Einzelpersonen, gesellschaftlichen Gruppen, Organisationen und Institutionen die Möglichkeit bieten, unter fachlicher Anleitung Sendebeiträge live oder in einem der beiden Studios vorproduziert herzustellen und zu verbreiten. Rechtsgrundlage sind das Thüringer Rundfunkgesetz (TRG, v. a. „Bürgerrundfunk“ im 5. Abschnitt) und die Satzung über die Trägerschaft und den Betrieb von Offenen Kanälen in Thüringen. Die Benutzung der Infrastruktur ist für die Bürger kostenlos und das Programm werbefrei. Sponsoring ist allerdings erlaubt.

## Geschichte

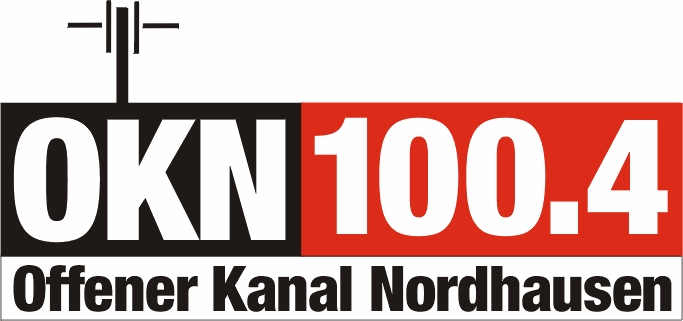
Altes Logo des Senders

Enno ging im Jahr 2000 unter dem Namen Offener Kanal Nordhausen in Betrieb. Bereits im ersten Jahr hatten sich 150 Menschen als aktive Nutzer eingetragen und produzierten fast 4000 Sendestunden mit Musik, Informationen und Smalltalk. Seitdem gibt es auch Livesendungen, die außerhalb der Studios entstehen, beispielsweise auf dem Nordhäuser Rolandsfest mit einer Showbühne.
Im Jahr 2012 wurden 40.000 Euro in die Erneuerung der Hörfunkstudios und die Anschaffung digitaler Technik investiert, insgesamt 122.000 Euro beträgt die Förderung durch die Landesmedienanstalt für 2012.
Mit dem 1. Januar 2016 wurde der Offene Kanal Nordhausen umbenannt in Radio Enno.

## Programm
Der Sender steht jedem interessierten Bürger, der sich als Nutzer anmeldet, nach einem einführenden Gespräch offen. Mit einer obligatorischen „Sendeanmeldung“ verpflichtet sich der Verantwortliche, nur Beiträge zu senden, die frei von Urheberrechten Dritter sind. Die GEMA-Gebühren übernimmt der Sender. Die Musikauswahl ist dabei freigestellt. Die Beiträge folgen einem wöchentlichen Sendeschema, das in seiner Art einem klassischen Programmradio entspricht. Dazu gehören Begleitsendungen ebenso wie Schwerpunktsendungen zu bestimmten Themen.

## Empfang und Reichweite
Der Offene Kanal ist über den Sender Nordhausen/Hesseröder Berg auf UKW 100,40 MHz mit 0,1 kW ERP zu empfangen. Außerdem wird das Programm ins örtliche Kabelnetz von Nordhausen (Garthoff, VKD) und Sondershausen (Primacom, VKD) eingespeist. Über fra.radiostream.de wird das Programm mit 128 kbps im Internet verbreitet.
Die Reichweitenanalyse von Ende 2012 weist aus, dass 41 Prozent der Radiohörer (5 Prozent mehr als im Durchschnitt aller Thüringer Bürgersender), die das Programm kennen und empfangen können, es regelmäßig hören. Zu den Hörern gehören eher berufstätige und gut ausgebildete Menschen mittleren Alters und zunehmend auch Senioren mit höherem Bildungsgrad.